# Karl Joseph Schweikard Boost
Karl Joseph Schweikard Boost (* 9. Mai 1739 in Mainz; † 15. Oktober 1811 ebendort) war ein deutscher Jurist und Mitbegründer der Mainzer Republik.

## Familie
Karl Joseph Schweikard Boost war das älteste von elf Kindern der Eheleute Franz Peter Boost († 11. Januar 1774 in Mainz) und Anna Maria (Eva Theresia) Sartorius. Aus der zweiten Ehe seines Vaters mit Maria Odilia (Maria Elisabeth Philippine) de la Renotiere hatte er zudem fünf Halbgeschwister. Der Vater war Präzeptor an der Kirche St. Quintin (Mainz). Am 29. Januar 1772 heiratete er im Dom zu Mainz Dorothea Vogt, mit der er sechs Söhne hatte.

## Beruf und politische Tätigkeit
Nach seinem Jurastudium und seiner Promotion bei Johann Philipp Hahn (1690–1774) in Mainz wurde Boost zunächst Stadtgerichtsassessor. Vom 7. Februar 1772 bis zum 13. November 1782 war er Stadtschultheiß in Aschaffenburg und um 1783 Direktor des Zivilgerichts in Höchst und Königstein und 1784 Kurmainzer Amtsverweser. 1781 waren die Ämter in Höchst und Königstein zum Oberamt Höchst und Königstein zusammengefasst worden. Das Amt des Oberamtmanns war Sinekure geworden und Boost war als Amtsverweser faktisch höchster Beamter des Oberamtes.
1792 war er aktives Gründungsmitglied der Mainzer Republik und Repräsentant der Gemeinde Bretzenheim beim Rheinisch-Deutschen Nationalkonvent sowie Syndikus und Generalprokurator der Allgemeinen Administration. 1802 war er als Richter am Mainzer Spezialgericht an dem Prozess gegen die Schinderhannesbande beteiligt. 1811 war er Richter am Gericht erster Instanz zu Mainz, schließlich Kurmainzer Amtsverweser und Hofgerichtsrat sowie Gerichtspräsident in Mainz.

## Werke
- Constitutions-Vorschläge des Handelsstandes zu Mainz beantwortet von K. Boost Bürger Mitglied der Gesellschaft der Freiheit und Gleichheit in Mainz, Mainz 1792.
- Die Entschädigungs-Klage des in dem Jahr 1793 geplünderten, grausam misshandelten, und fünfzehn ganzer Monaten unschuldig eingekerkerten, auch von Haus und Hof vertriebenen hiesigen Einwohners und Bürgers Engelbert Herrchens betreffend. Mainz [1798/99].
- Antwort der Mainzer mishandelten Patrioten auf die von dem Erthalschen Tyrannen- und Despoten-Klub gegen sie ausgespiene Lästerungen, Mainz [1798/99].